# Amiralitetskyrkan
Amiralitetskyrkan (Ulrica Pia) är en kyrka i Karlskrona, tillhörande Karlskrona amiralitetsförsamling. Kyrkan heter Ulrica Pia efter drottning Ulrika Eleonora d.ä. ('Pia' är femininformen av latinets 'pius' som betyder 'from'). Kyrkan ligger i sydöstra delen av ön Trossö intill Vallgatan. Kyrkan är en del av Karlskrona världsarv som blev upptagen på Unescos världsarvslista 1998.

## Historia

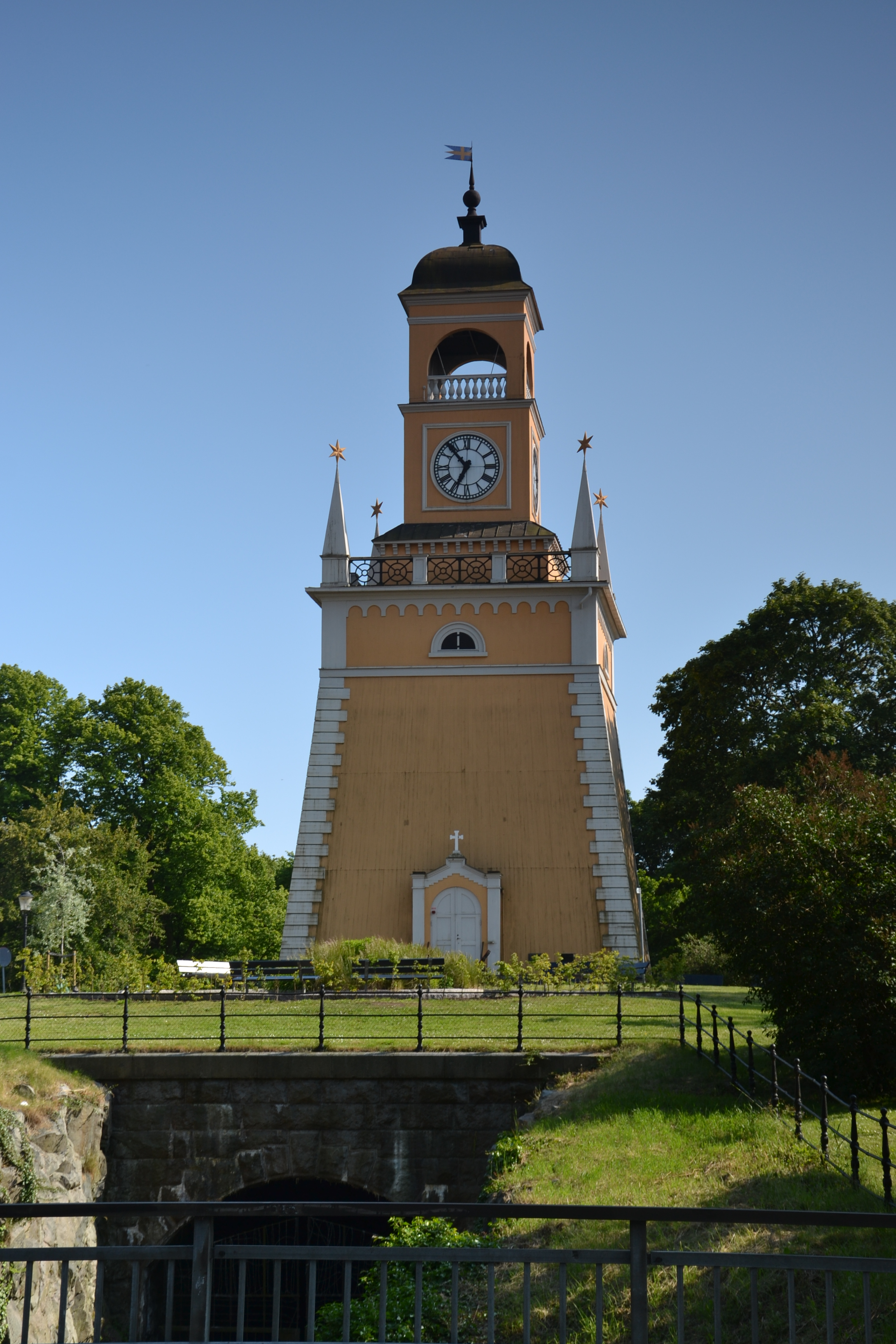
Amiralitetsklockstapeln uppförd 1699.

Karlskrona stad och örlogsvarv grundades 1679, och 1681 bildades Karlskrona Amiralitetsförsamling. Placeringen av församlingskyrkan, på Trossös sydöstra udde, var fastställd i den första stads- och befästningsplanen från år 1683.
Det är inte säkerställt vem som ritat kyrkan men det är möjligt att arkitekten var generalkvartermästaren Erik Dahlbergh. Timret till kyrkan fraktades från Riga, idag Lettlands huvudstad, men på 1680-talet tillhörde staden Sverige och var då rikets största stad med 100 000 invånare. 20 september 1685 invigdes kyrkan och fick då namnet Ulrica Pia, efter Ulrika Eleonora den äldre.
Ursprungligen låg kyrkan innanför den slutningsmur som finns mellan den civila staden och örlogsbasen med varvet. På 1800-talet revs bland annat muren vid kyrkan och ersattes av en mindre bastant mur mellan kyrkan och Örlogsbasen. I kvarteret norr om Varvsgatan finns rester kvar av den ursprungliga muren. Det finns också kvar en stor slutningsmur kring Karlskronavarvet.
Amiralitetskyrkan var liksom Storkyrkoförsamlingens kyrka på Drottninggatan tänkt att vara tillfällig och bli ersatt av en stor stenkyrka. Efter många olika ritningar och diskussioner lades grunden till en stenkyrka vid Amiralitetsklockstapeln på midsommarafton 1760. Till kungens ära skulle kyrkan få namnet Adolf Fredrikskyrkan. Ritningarna på denna kyrka av Carl Johan Cronstedt (efter ett tidigare förslag av Carl Hårleman) finns på två plåtar till kopparstick som ägs av församlingen. Pengarna tröt dock och efter 20 år nådde murarna bara en höjd av 14 alnar (drygt 4 meter). Efter ett kungligt brev lades hela byggprojektet ned och kyrkobygget blev en ruin.
Åren 1822-1824 genomgick träkyrkan en omfattande renovering, bland annat tillkom lanterninen i mittkvadraten.
Kring år 1850 blev det till sist uppenbart att stenkyrkan aldrig skulle bli av. Resterna av bygget revs och istället väcktes tanken att om det inte var möjligt att få en stenkyrka så kunde ju träkyrkan åtminstone se ut som en stenkyrka likt Fredrikskyrkan och Trefaldighetskyrkan. Därför byttes ytterpanel, kyrkan målades gul och gavs arkitektoniska detaljer i barockstil. Kyrkan förföll sedan en tid, men reparerades 1864.
År 1875 började åter frågan om en stenkyrkan debatteras och flera kyrkoförslag skickades in, bl.a. av Helgo Zettervall. Debatten fortgick i 30 år då den fick ett slut när Sjöförsvarsdepartementet avslagit församlingens begäran om medel. Efter det fick församlingen istället pengar, som kungen beviljat, till en upprustning av kyrkan som sedan genomfördes 1908-1909. El drogs in och kyrkan fick ett nytt plåttak. En förhall uppfördes framför norra gaveln 1845, ritad av C.E. Wallenstrand. Denna togs bort vid stadsarkitekten Sigge Ulléns restaurering 1943-1949. 1958 byttes plåttaket ut till ett koppartak. Följande år fick kyrkan en ny trappa vid huvudingången i kalksten från Öland i samma stil som den tidigare med ursprungliga trappräcken.
År 1974 beslöt ägaren Fortifikationsverket att exteriören skulle rödmålas för att kyrkan skulle få sin ursprungliga karaktär. Riksantikvarieämbetet var emot detta, men kyrkan rödmålades ändå 1985.

## Exteriören
Kyrkan är uppförd helt i trä, rödmålad och i formen av ett grekiskt kors, byggd på en sockel av stora stenblock.
I exteriören framträder mittpartiet som en kubisk byggnadskropp, omkring 20x20 meter, med säteritak och krönande oktogon med karnisformad huv. Korsarmarna är lägre och skjuter fram som förhallar; de har valmade yttertak.
De träpanelade fasaderna indelas genomgående av pilastrar. Fönstren är rundbågade med rektangulära omfattningar. Ingångar finns i norr, väster och söder (raktäckta dubbeldörrar mitt på korsarmsgavlarna). Koret är placerat i östra korsarmen, tillsammans med sakristian.

## Interiören

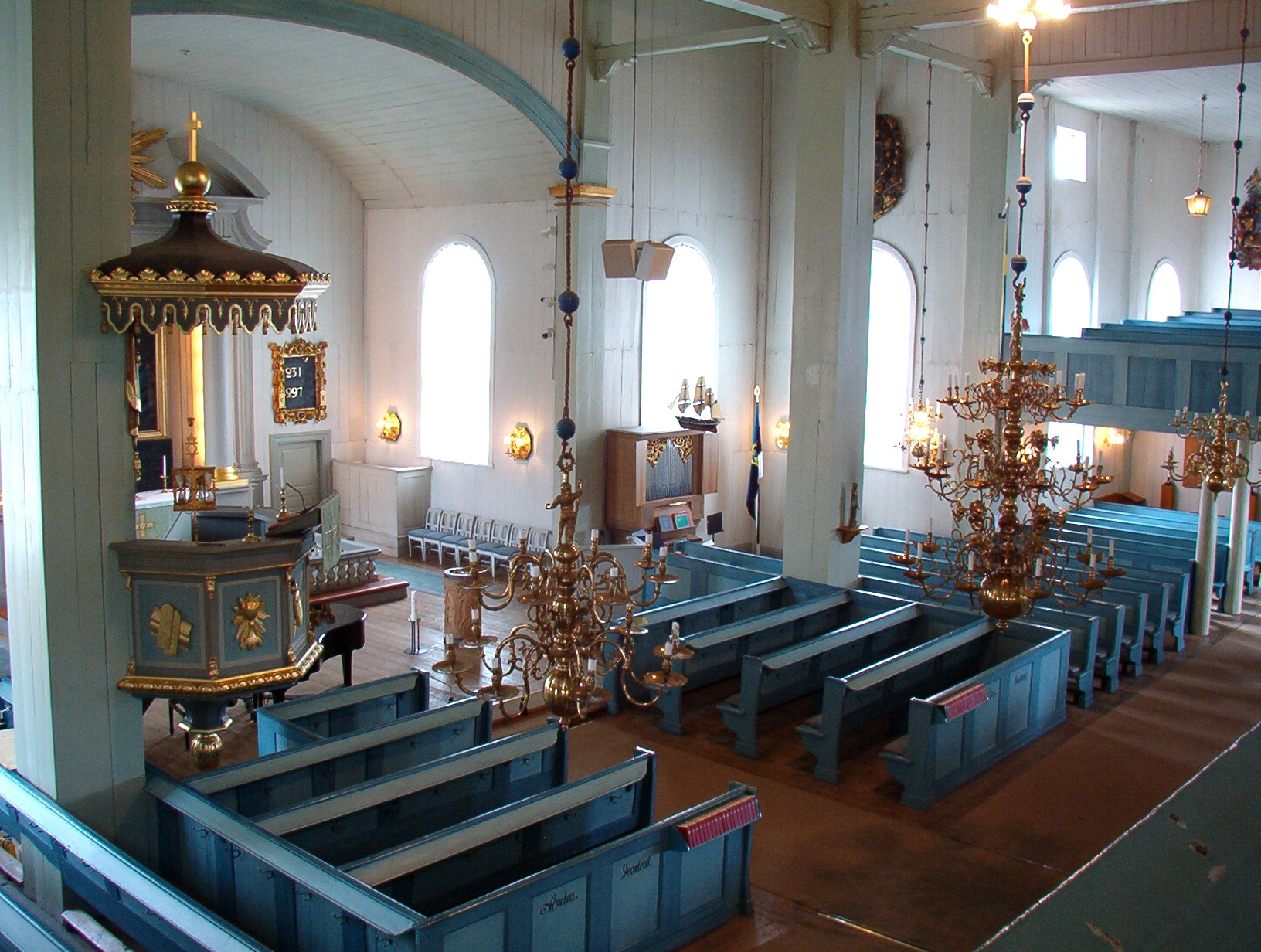
Interiören i ljusblått och ljusgrönt.

Inuti är träet ljusblått och ljusgrönt, vilket för tankarna till havet. Interiörens fyra kraftiga träpelare, förbundna med vågräta bjälkar, bär upp mittpartiets takkonstruktion. Genom pelarna bildas en mindre mittkvadrat som täcks av ett högre plafondtak (ej ursprungligt, förhöjningen tillkom troligen 1822-1823), samt en omgång med plana trätak.
Södra och norra korsarmarna har läktare och plana innertak av trä. Orgelverket i väster är placerat i en tunnvälvd nisch. Koret täcks av ett tryckt trätunnvalv.
Väggarna är klädda med träpanel. Kyrkans ursprungliga övre läktare nedtogs vid arkitekt Theodor Wåhlins restaurering 1908-1909. Vid Ulléns restaurering tillkom bland annat korsarmarnas vestibuler och nya yttertrappor i kalksten mot ingångarna i söder och väster.
Mellan åren 1943 och 1949 leddes en restaurering av dåvarande stadsarkitekten S. Ullén. Denna restaurering gav kyrkan en ljusare interiör, värmeledningar och innebar att dekoreringen i taket övermålades. Nu gavs också bänkarna en mörkgrå färg, en färg som senare gjordes något ljusare, se bild.
Mellan ytterväggarna och innerväggarna döljer sig ett 20 cm stort hålrum. Innerväggen lär inte blivit helt färdigställd till förrän 1691, sex år efter invigningen. Detta skapade problem för präster och besökare på vinterhalvåret. Problemen kvarstod dock, även när innerväggen var installerad och en grön pottugn murades därför upp i sakristian.

## Inventarier

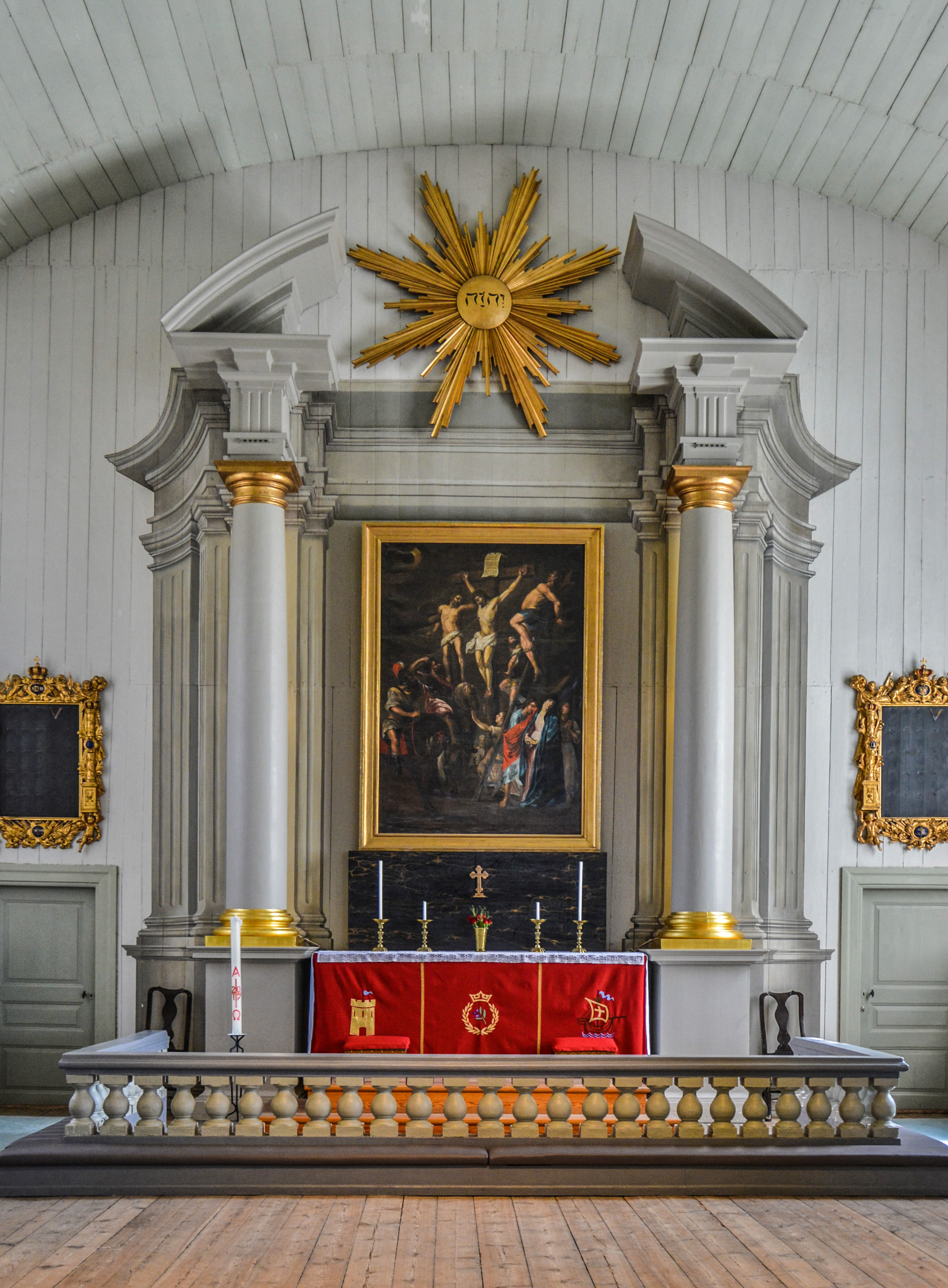
Koret med altaruppsatsen.

### Altaruppsatsen och altartavlan
Den klassicerande altaruppsatsen med strålsol tillverkades troligen 1822-1823 och kan vara skapade av eller i samarbete med amiralitetsbildhuggaren Johan Törnström. Altaruppsatsen försågs 1908-1909 med målad skenarkitektur.
Altartavlan är en kopia av Peter Paul Rubens målning "Lansstöten" som finns i katedralen i Antwerpen, se bild på originalmålningen. Altaruppsatsen med pelarna på sidorna är tillverkade i samband med renoveringen 1822-1823. Kolonnernas skenarkitektur tillkom vid kyrkans upprustning 1908-1909.

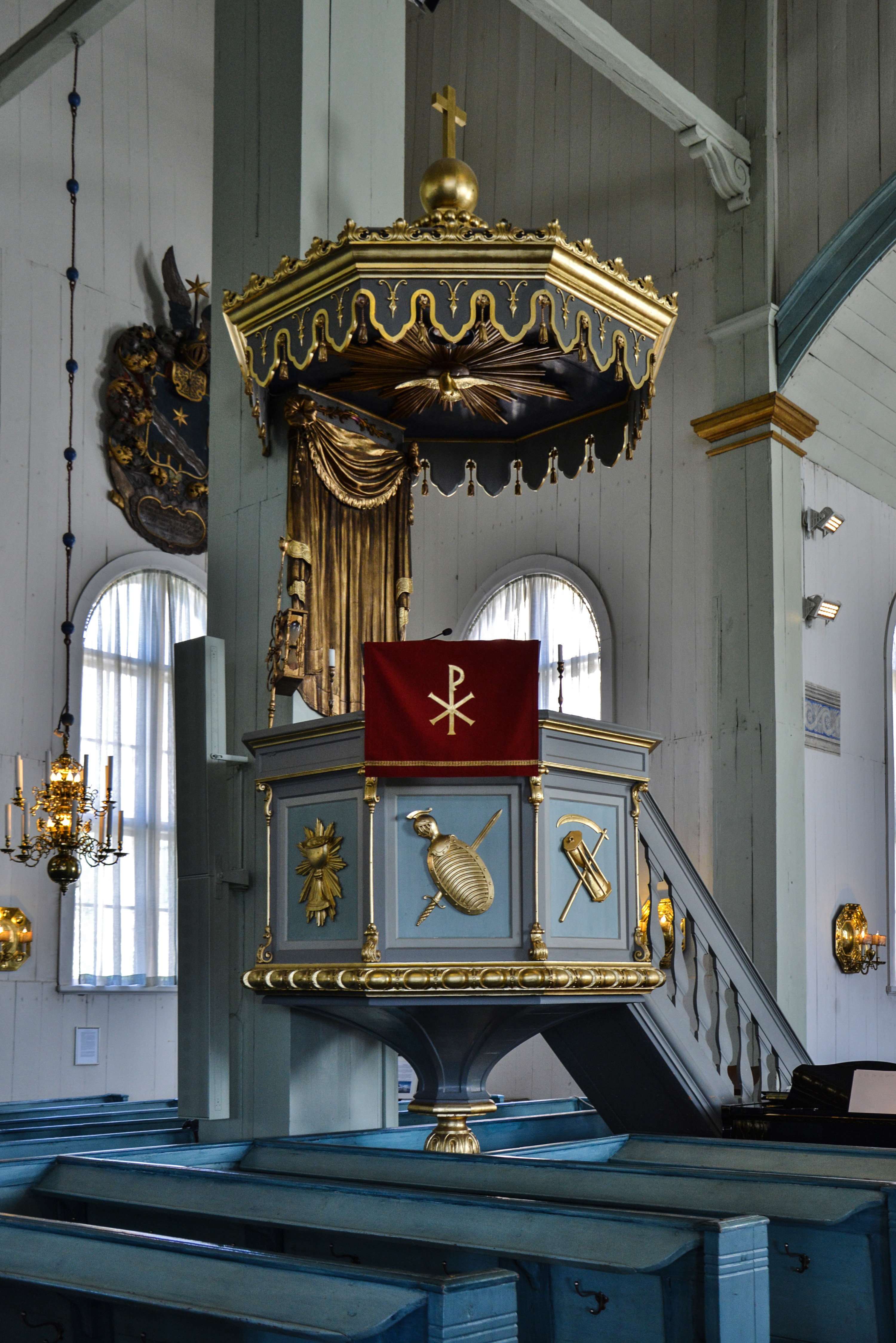
Predikstolen.

### Predikstolen
Den nuvarande predikstolen lär ha tillkommit vid kyrkans reparation 1864. Den har åtta kanter, ett ljudtak och är gråmålad med förgyllningar. På sex sidor finns bruna fält med kristna symboler: lagens tavlor, bibelbok, kalk, svärd, sköld och ankare, se bild och bild. De är symboler för den kristnes andliga vapenrustning.

### Epitafier och begravningsvapen
I kyrkan finns ett antal epitafier och begravningsvapen upphängda. I gravkällaren finns idag 283 kistor fördelade på 23 gravkammare. En modell av korvetten Carlskrona finns också i kyrkan, ett segelfartyg gick under i en orkan vid Floridas kust år 1846. Av 131 personer omkom 114. En stor minnestavla över sjömän som omkommit under de två världskrigen hänger på södra väggen.

### Krucifixet
Krucifixet av cederträ med inläggningar av pärlemor, elfenben och ebenholts skänktes till kyrkan av kapten Carl Raab 1744. Han fick det 1728 av patriarken i Konstantinopel, när denne reste på Raabs fartyg från Palestina till Konstantinopel. Det tillverkades i Jerusalem och låg 1728 på Kristi grav. Carl Raabs begravningsvapen finns också att beskåda i kyrkan.

### Kyrksilvret och övriga inventarier
I Silverskåpet visas kyrkans silversamling samt en del av dess böcker. Skåpet står i kyrkans nordvästra del.

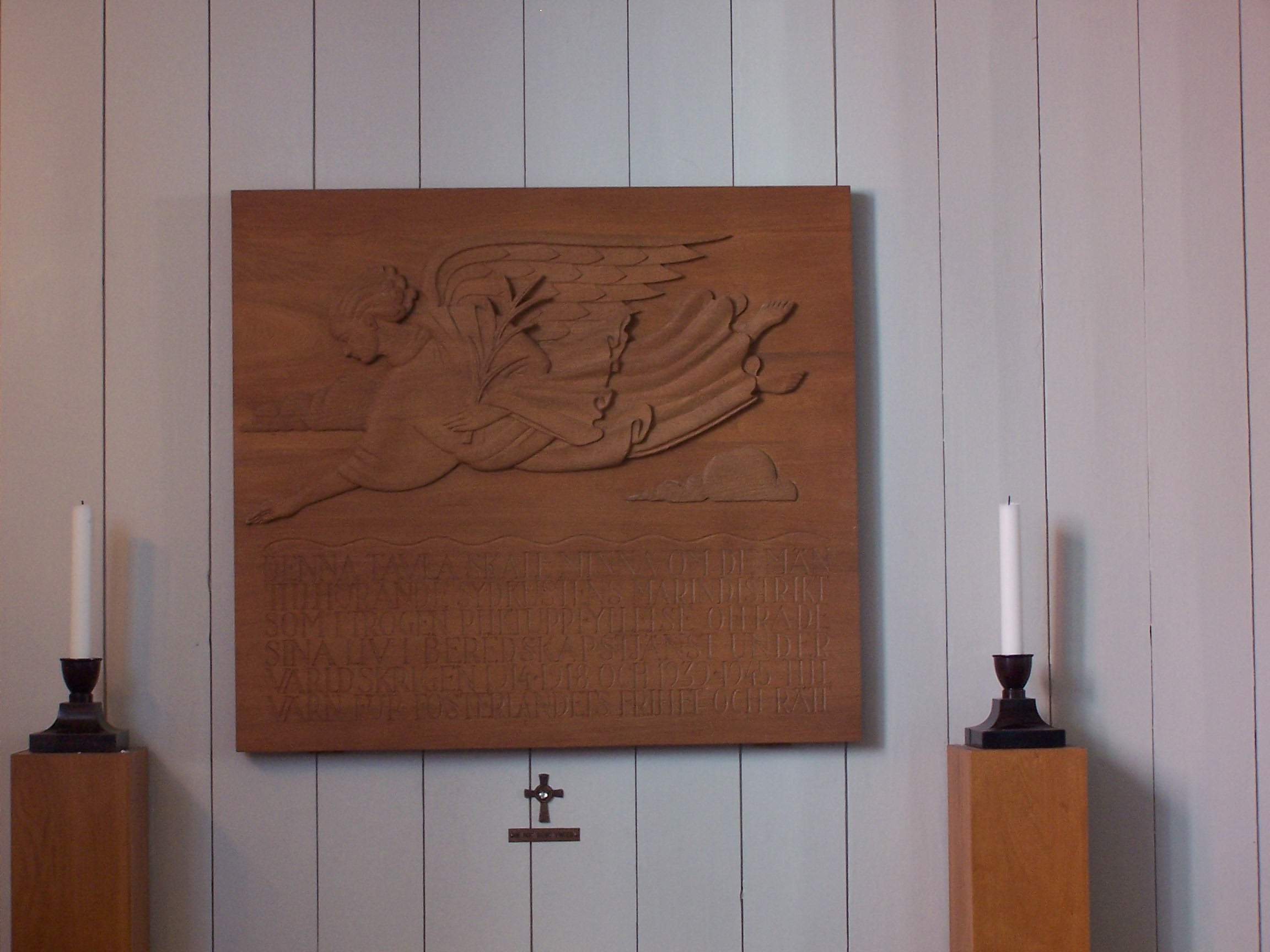
Minnestavla över omkomna sjömän under världskrigen.
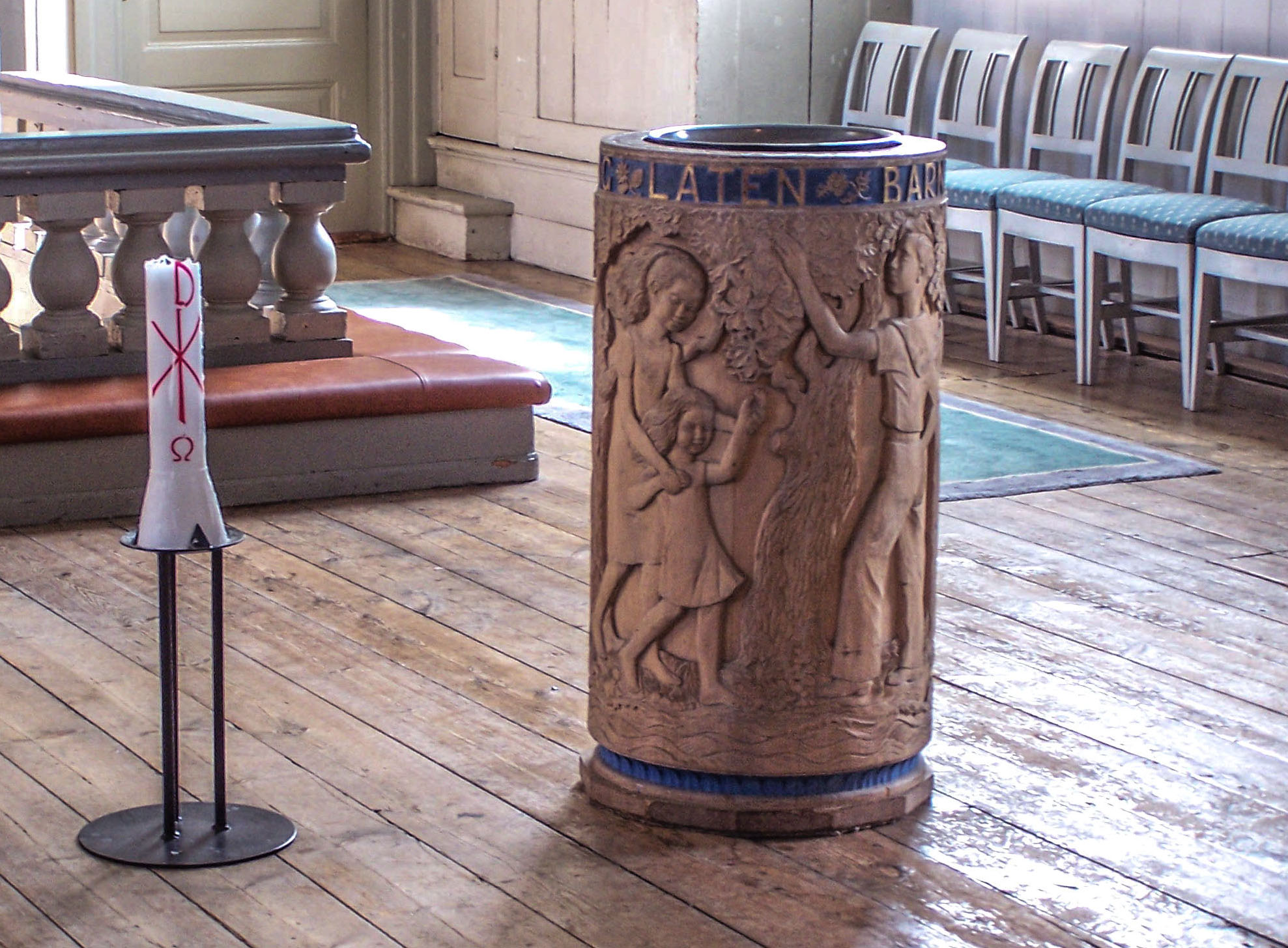
Dopfunten.
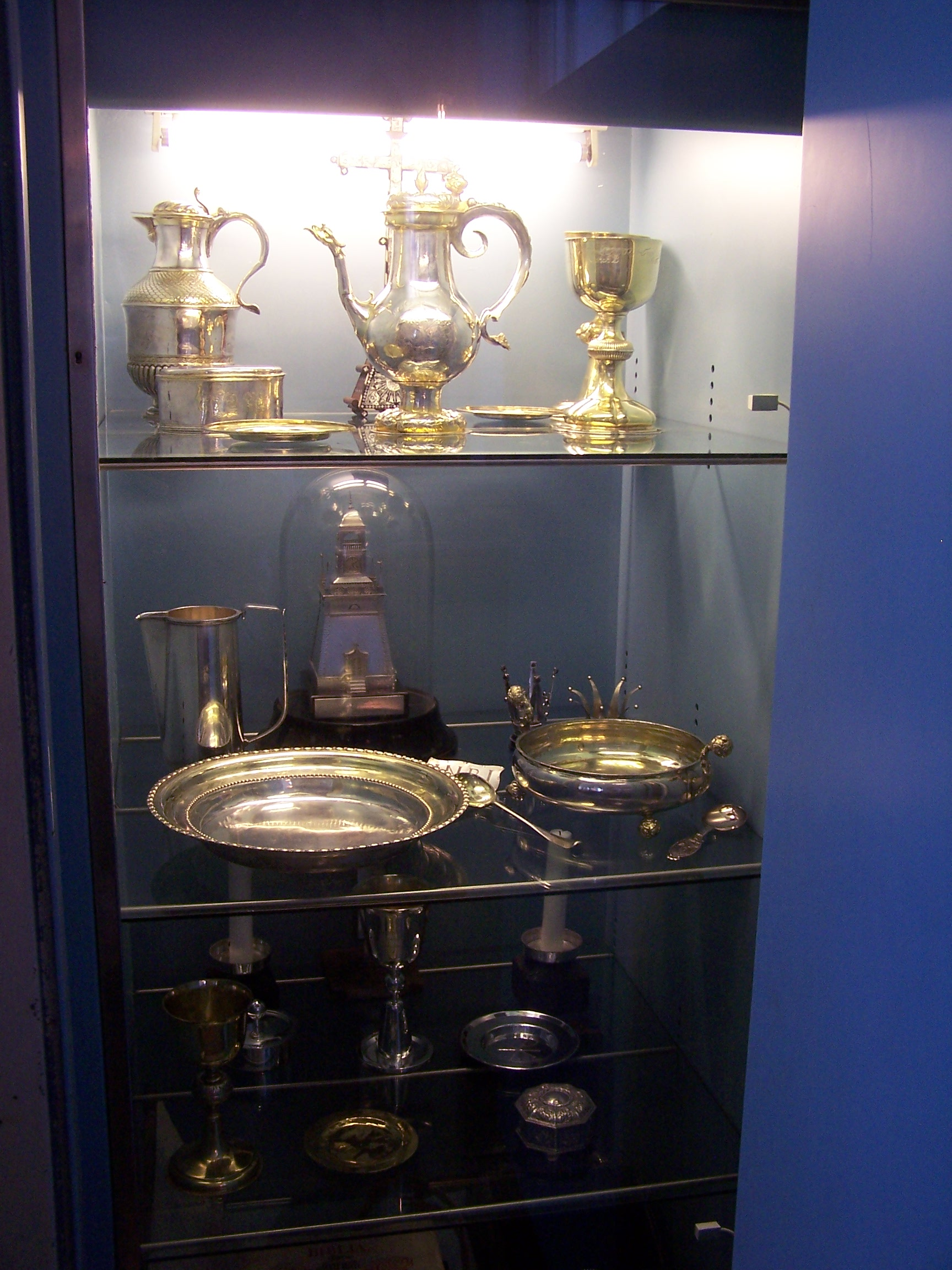
Silverskåpet.
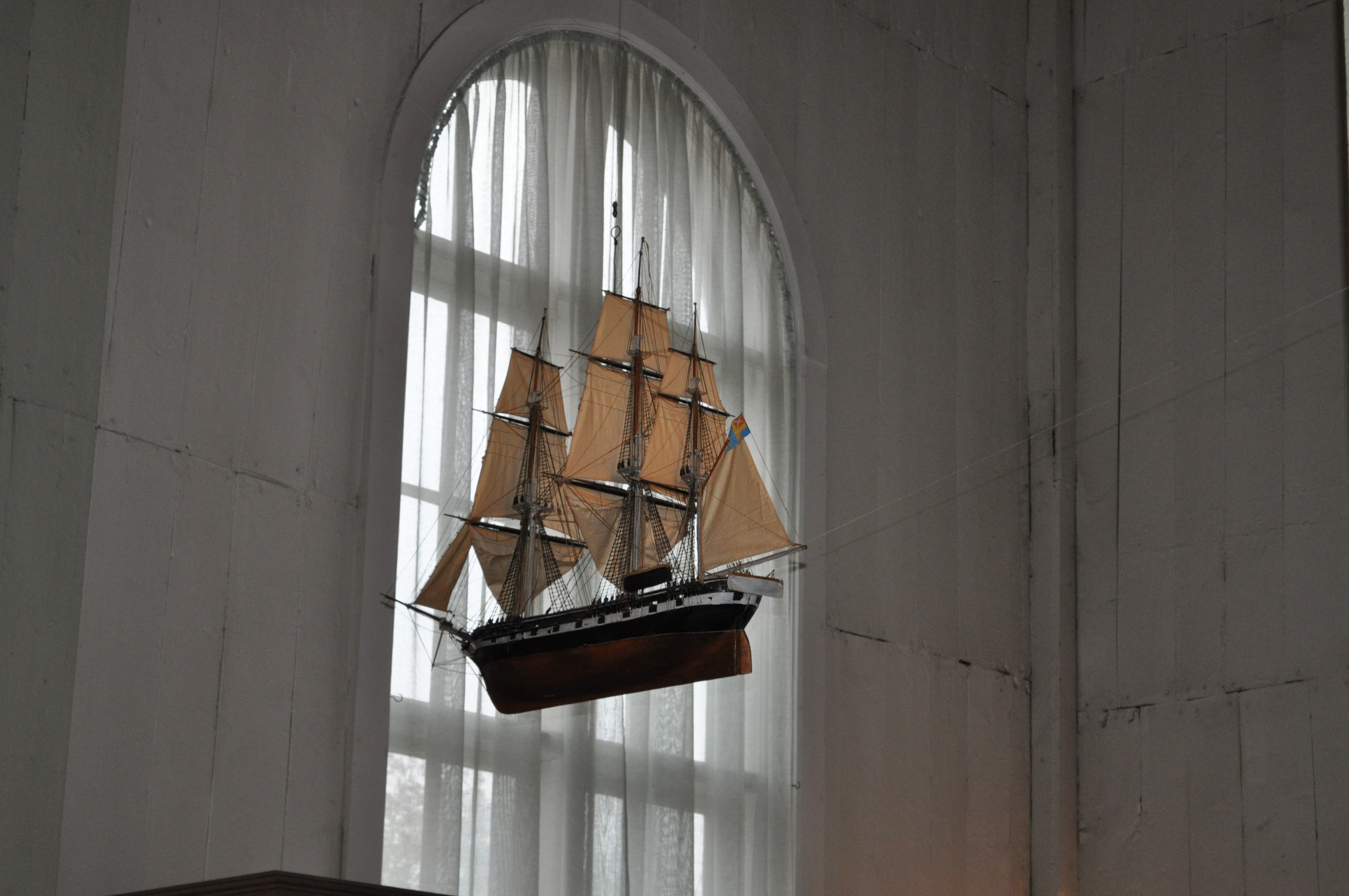
Votivskeppet, korvetten Carlskrona

### Kyrkklockorna
Klockorna i kyrkan är gjutna 1699 och är samstämmiga med klockorna i Amiralitetskyrkans klockstapel.

## Orglar

### Kabinettsorgeln
1857 köpte församlingen in en kabinettsorgel av Fourneaux i Paris som togs hem med örlogsfartyg. Då kyrkan var i dåligt skick blev den illa åtgången och fick bland annat täckas över av en vaxduk för att skyddas mot vattendropp från taket. Först 1883 fick församlingen pengar till en riktig kyrkorgel. Kabinettsorgeln flyttades till församlingens folkskola, stod sedan ett antal år i Blekinge museum, men fick till slut återkomma till kyrkan där den sedan 1979 står för beskådan. Den är ett skåp med pipförsedda dörrar och krönt med ett överstycke med dekorerat med flera musikinstrument. Orgeln är ej i spelbart skick.
| Manual C-c4        |
| ------------------ |
| Bourdon 16 B       |
| Clarinette 16 D    |
| Contre Basse 16 B  |
| Voix Celestes 16 D |
| Flûte 16 B/D       |
| Prestant 8 B/D     |
| Basson 8 B         |
| Flûte 8 D          |
| Jeu doux 8 B       |
| Haut-Bois 8 D      |
| Trémolo 8 B/D      |
| Cor Anglais 4 B    |
| Flageolet 4 D      |
| Tuttikoppel        |
| Expression         |

### Huvudorgeln

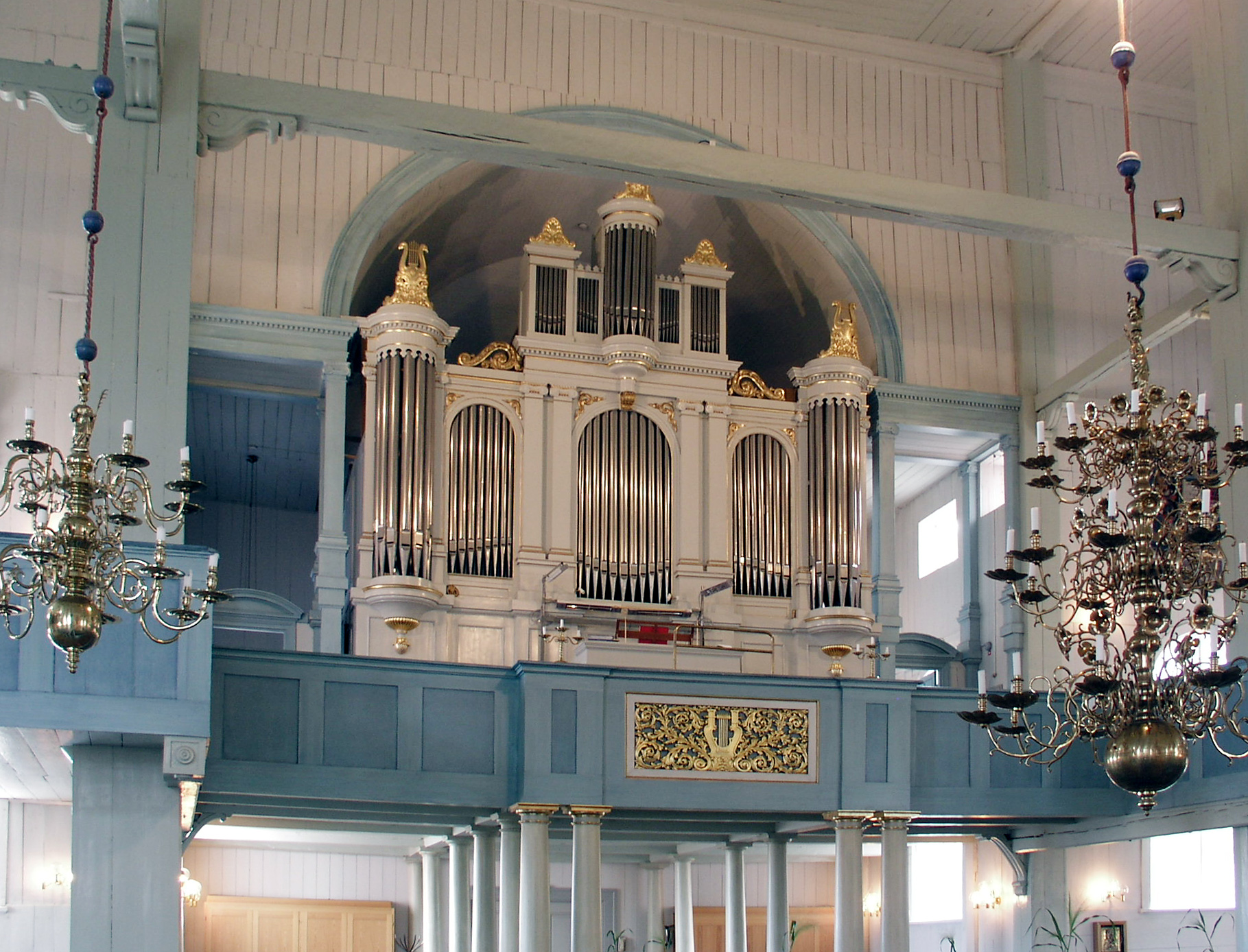
Läktarorgeln (huvudorgeln).

Församlingens första piporgel byggdes 1883 av Salomon Molander i Göteborg. Den hade 23 stämmor, två manualer och pedal. Den hade mekanisk registratur och traktur med Barkermaskin på första manualen. Fasaden ritades av Carl Möller. 
1932 byggdes orgeln om av Mårtenssons orgelfabrik i Lund och utvidgades till 26 stämmor på 3 manualer. Det mekaniska systemet byttes ut mot ett pneumatiskt. 1938 och 1947 omdisponerades orgeln av samma firma. En större ombyggnad av Mårtenssons skedde 1963 när den pneumatiska trakturen byttes ut mot ett elektriskt system. Orgeln fick också ett nytt spelbord och utvidgades till 34 stämmor.
| Huvudverk (I) C-g3  | Svällverk (II) C-g3 | Svällverk (III) C-g3    | Pedalverk (P) C-f1   | Koppel    |
| ------------------- | ------------------- | ----------------------- | -------------------- | --------- |
| Principal 8'        | Gedackt 16' (*)     | Gedackt 8'              | Violon 16'           | I/P       |
| Borduna 8'          | Rörflöjt 8'         | Woix Celeste 8'         | Subbas 16'           | II/P      |
| Oktava 4'           | Salicional 8'       | Flute Oktaviante 4'     | Ekobas 16' (*trans.) | III/P     |
| Flute Harmonique 4' | Principal 4'        | Principal 2'            | Oktavbas 8'          | II/I      |
| Kvinta 2 2⁄3'       | Gemshorn 4'         | Waldflöjt 2'            | Borduna 8'           | III/I     |
| Oktava 2'           | Sesquialtera 2 kor  | Harmonia Aetheria 3 kor | Oktava 4'            | III/II    |
| Mixtur 3-4 kor      | Kvintcimbel 4 kor   | Kvartian 2 kor          | Nachthorn 2'         | 4'/I      |
| Terscimbel 3 kor    | Trumpet 8'          | Oboe 8'                 | Pedalmixtur 3 kor    | II 4'/I   |
|                     |                     |                         | Basun 16'            | III 4'/I  |
|                     |                     |                         | Skalmeja 4'          | III 4'/II |
|                     |                     |                         |                      | 16'/III   |

1980 byttes Basun 16' ut mot Fagott 16'. 
1998 rekonstruerade Tostareds orgelfabrik orgeln med Molanders orgel från 1883 som förebild.
| Huvudverk (I) C-g3   | Svällverk (II) C-g3 | Pedalverk (P) C-f1 | Koppel |
| -------------------- | ------------------- | ------------------ | ------ |
| Principal 16'        | Principal 8'        | Wiolon 16'         | I/P    |
| Borduna 16'          | Rörflöjt 8'         | Subbas 16'         | II/P   |
| Principal 8' (fasad) | Salicional 8'       | Qvinta 12'         | II/I   |
| Gedakt 8'            | Principal 4'        | Wioloncelle 8'     | 4'/P   |
| Flöjt Harmonik 8'    | Flöjt Harmonik 4'   | Oktava 4'          | 4'/I   |
| Gamba 8'             | Corno 8'            | Basun 16'          |        |
| Oktava 4'            |                     |                    |        |
| Qvinta 3'            |                     |                    |        |
| Oktava 2'            |                     |                    |        |
| Trumpet 16'          |                     |                    |        |
| Trumpet 8'           |                     |                    |        |

### Kororgeln

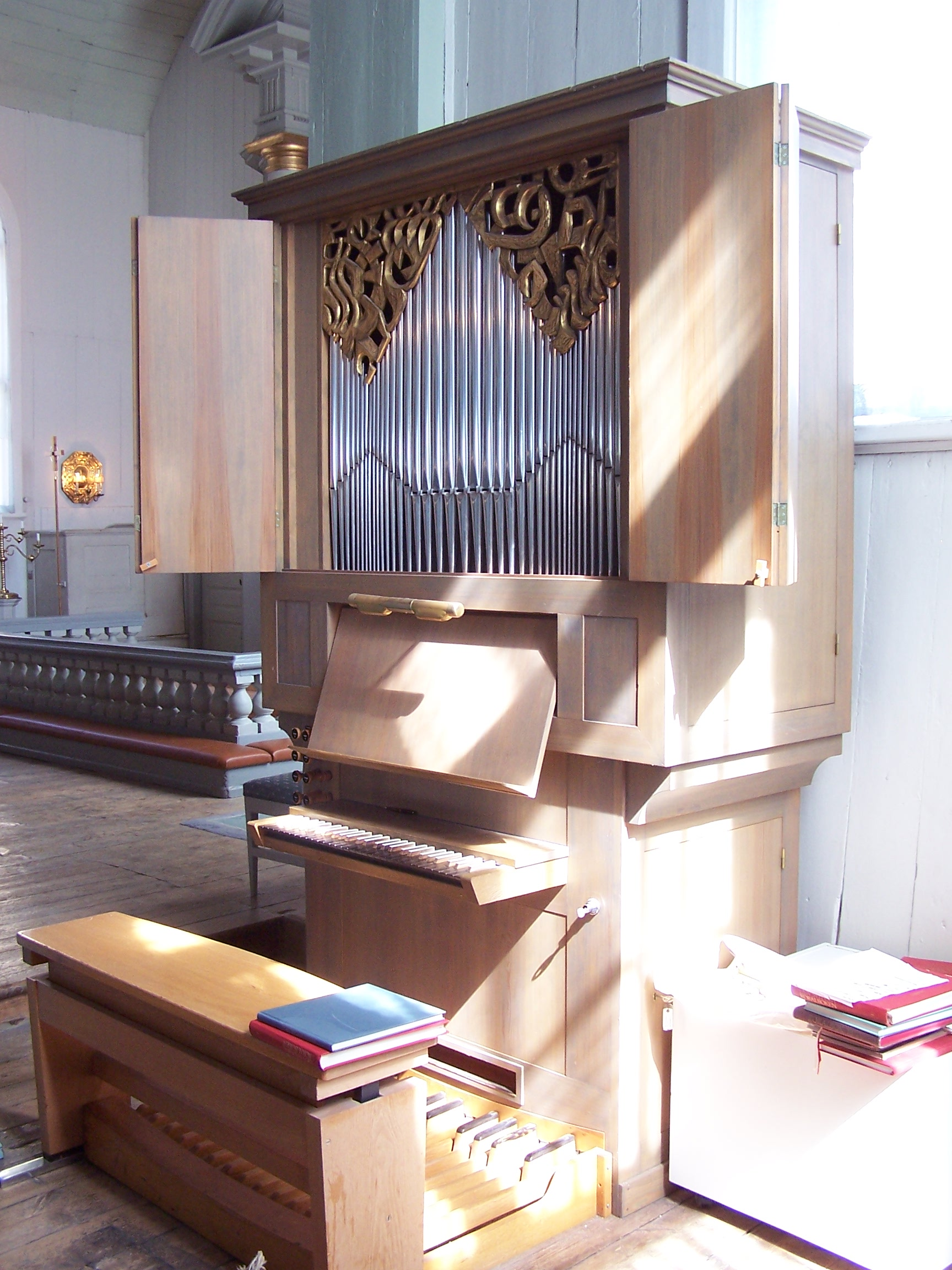
Kororgeln.

År 1975 fick församlingen sin första kororgel, ett positiv byggt av Olof Hammarberg i Göteborg innehållande 5 stämmor. En pedalklaviatur tillkom senare.
| Manual C-g3      | Pedal C-d1 |
| ---------------- | ---------- |
| Gedakt 8' B/D    | bihängd    |
| Rörflöjt 4' B/D  |            |
| Principal 2' B/D |            |
| Nasat 1 1⁄3' B/D |            |
| Scharf II B/D    |            |

## Amiralitetsklockstapeln
Församlingens klockstapel står i Amiralitetsparken. Den uppfördes år 1699 och var ursprungligen örlogsvarvets vällingklocka som angav arbetstiderna.

## Gubben Rosenbom

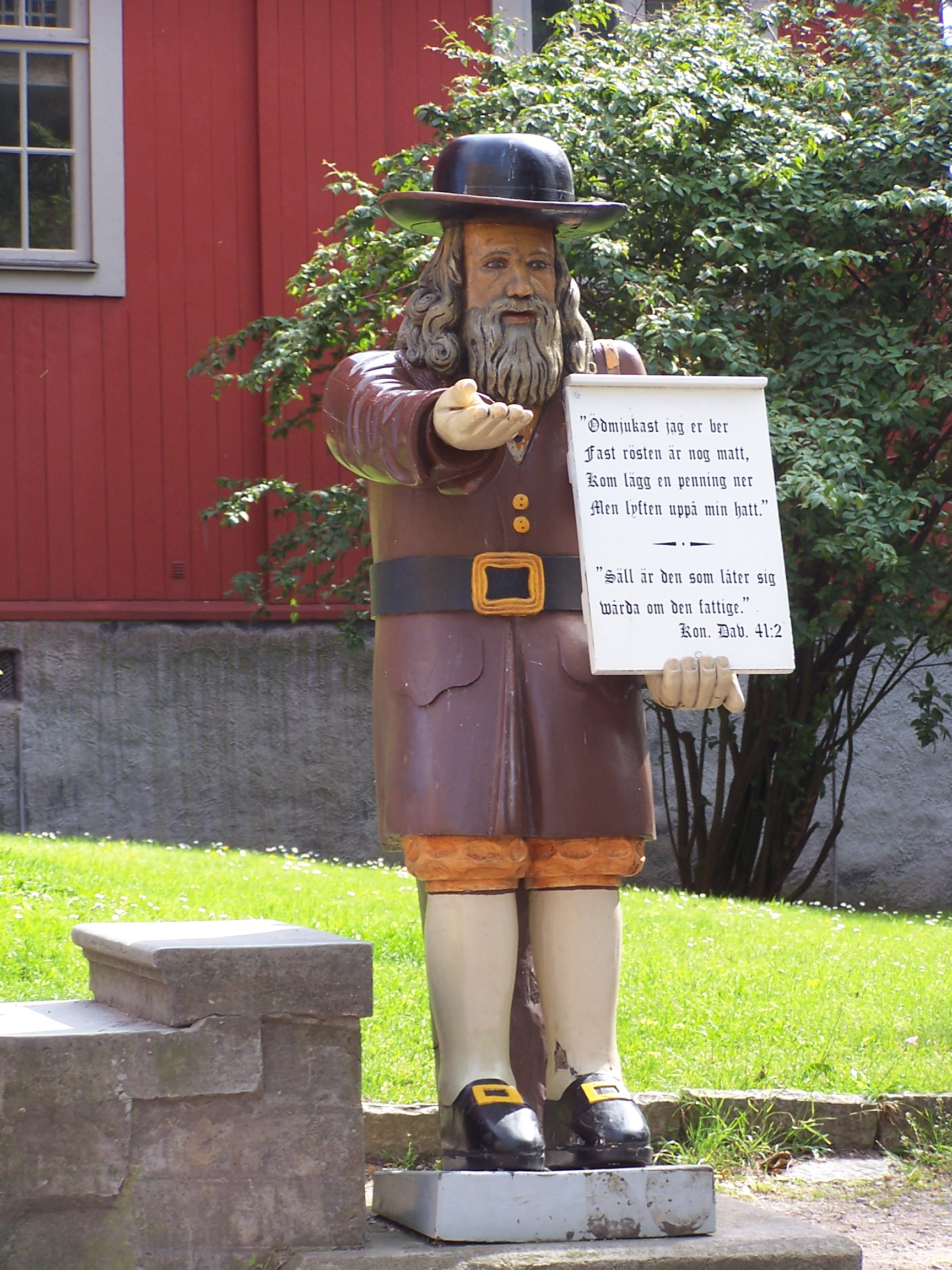
Gubben Rosenbom.

Framför kyrkan står Gubben Rosenbom, en träfigur som stått där åtminstone sedan slutet av 1700-talet. Figuren är en fattigbössa. Den som lyfter på hatten kan skänka en slant. Numera står den äkta Rosenbom inne i kyrkan. En välgjord kopia står utanför.